# Kukunariés

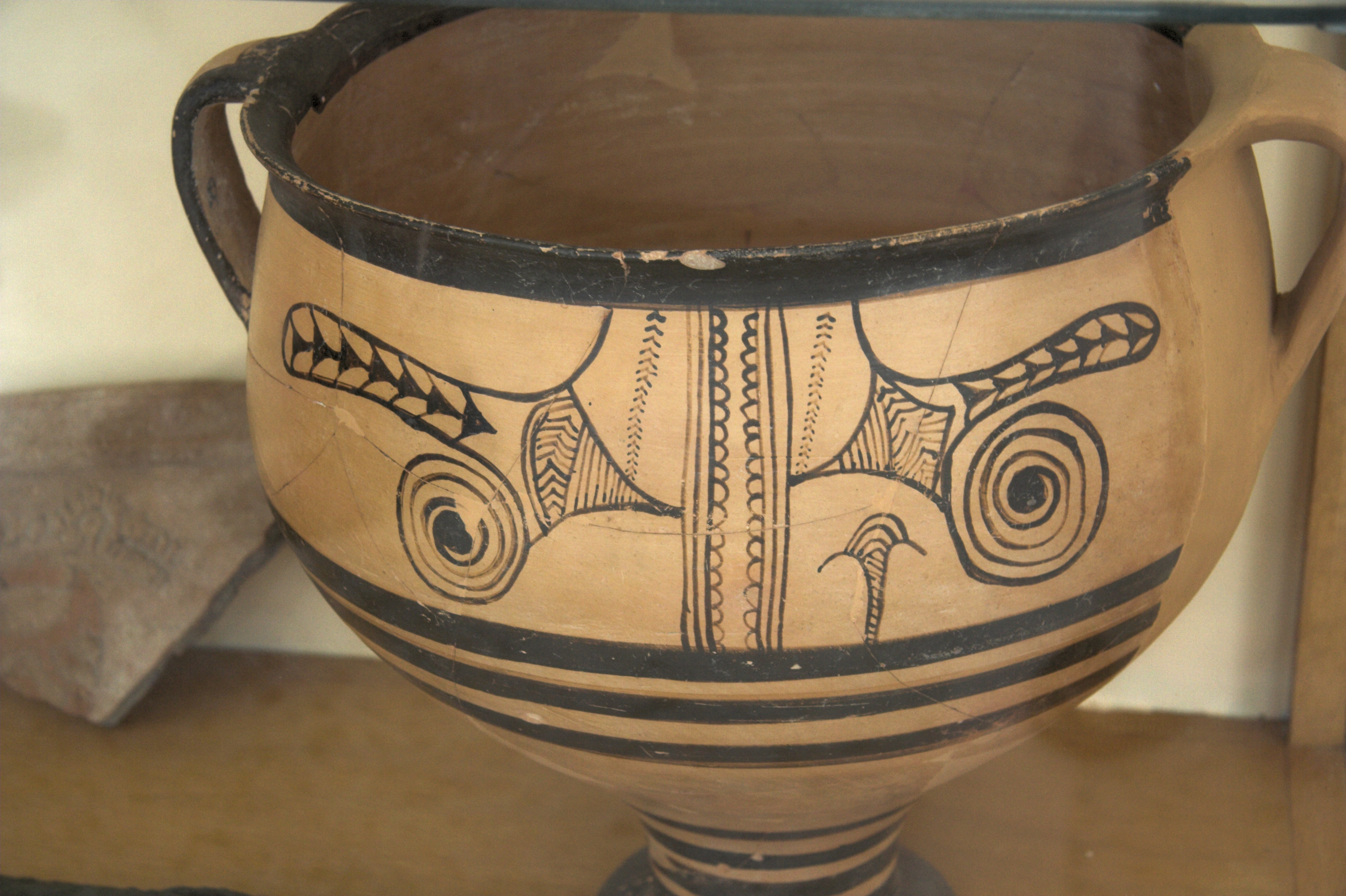
Crater micènica trobada a Kukunariés, Museu Arqueològic de Paros

Kukunariés (en grec, Κουκουναριές) és un jaciment arqueològic del nord de l'illa de Paros (Grècia).
Es troba en un pujol situat al costat de la badia de Nausa.
Les excavacions i treballs de preservació de les ruïnes se'n van realitzar entre 1976 i 1992, sota la direcció de Dimitris Skilardi, encara que prèviament ja s'havien fet recerques arqueològiques a la badia de Nausa.
El lloc va estar habitat des del V mil·lenni fins al període arcaic primerenc (segle VII ae), encara que no de manera continuada, ja que va ser abandonat durant uns 12 segles entre el període ciclàdic II i el període micènic IIIC. La reocupació es produí després de la caiguda dels palaus micènics, a principis del segle XII ae, quan possiblement un grup de fugitius micènics procedents del continent es va instal·lar en un edifici de caràcter palatí que va ser construït a l'acròpoli, i fortificà el lloc fins que va ser destruït al voltant del 1150 ae.
El lloc va continuar habitat posteriorment, ja que s'han trobat alguns vestigis del període submicènic i restes d'assentaments dels períodes protogeomètric —que indiquen relacions del lloc amb Atenes— i geomètric. Després, un terratrèmol en provocà una altra destrucció a la fi del segle viii aC, però es va crear un altre assentament que va arribar a tenir les característiques d'una petita ciutat, que incloïa un temple d'Atenea. Va durar poc, però, perquè va ser abandonat a mitjan segle VII ae, encara que el temple d'Atenea continuà en ús fins al segle III ae.
El jaciment presenta restes dels períodes neolític tardà, ciclàdic primerenc, micènic tardà, protogeomètric, geomètric i arcaic.
Entre aquestes restes destaca l'acròpoli micènica del segle XII ae, on s'han trobat nombrosos recipients, armes de bronze, objectes de cristall, esteatita, ivori i coure, i esquelets de persones, cavalls i altres animals. També en són destacables els assentaments dels períodes geomètric i arcaic, un edifici que s'ha interpretat com a lloc de realització de simposis, l'àgora i el temple d'Atenea, datat de cap al 700 ae.